# ТЕС Патуакхалі
22°1′33″ пн. ш. 90°18′37″ сх. д. / 22.02583° пн. ш. 90.31028° сх. д.
ТЕС Патуакхалі – теплова електростанція, що споруджується у Бангладеш в південній частині дельти Гангу. 
До 2010-х років електроенергетика Бангладеш базувалась на використанні природного газу та нафтопродуктів. Втім, у певний момент стрімке зростання попиту на тлі здорожчання вуглеводневого палива призвела до появи численних проектів вугільних електростанцій, однією з яких стала ТЕС Патуакхалі компанії RPCL-NORINCO Power Limited (RNPL) – спільного підприємства, створеного на паритетних засадах державною бангладеською Rural Power Company Limited (RPCL) та державною китайською NORINCO International Cooperation.  
Станція повинна мати два однотипні конденсаційні енергоблоки потужністю по 660 МВт, які використовуватимуть технологію ультрасуперкритичних параметрів пари. Основне обладнання постачать китайські компанії Harbin Electric Corporation (котли) та Dongfang Electric Corporation (турбіни та генератори).
Для охолодження використовуватимуть воду з річки Патуа (вона ж Патуакхалі, вона ж канал Рабнабад), на березі якої розташований майданчик електростанції.
Необхідне для роботи вугілля – 12 тисяч тон на добу – імпортуватимуть через портові потужності, які включені до проекту ТЕС. 
Для видалення продуктів згоряння станція матиме димар заввишки 220 метрів.
Видача продукції відбуватиметься по ЛЕП, розрахованій на роботу під напругою 400 кВ.
Станом на січень 2021 року готовність проекту становила 27%, а його введення в експлуатацію планувалось на середину 2023-го (первісно передбачали початок роботи у лютому 2023-го, проте епідемія COVID-19 зсунула цей строк щонайменше на 6 місяців). При цьому можливо відзначити, що в влітку 2020-го уряд Бангладеш розпочав обговорення плану по згортанню будівництва вугільних електростанцій або їх конверсії у газові.